# Coulis

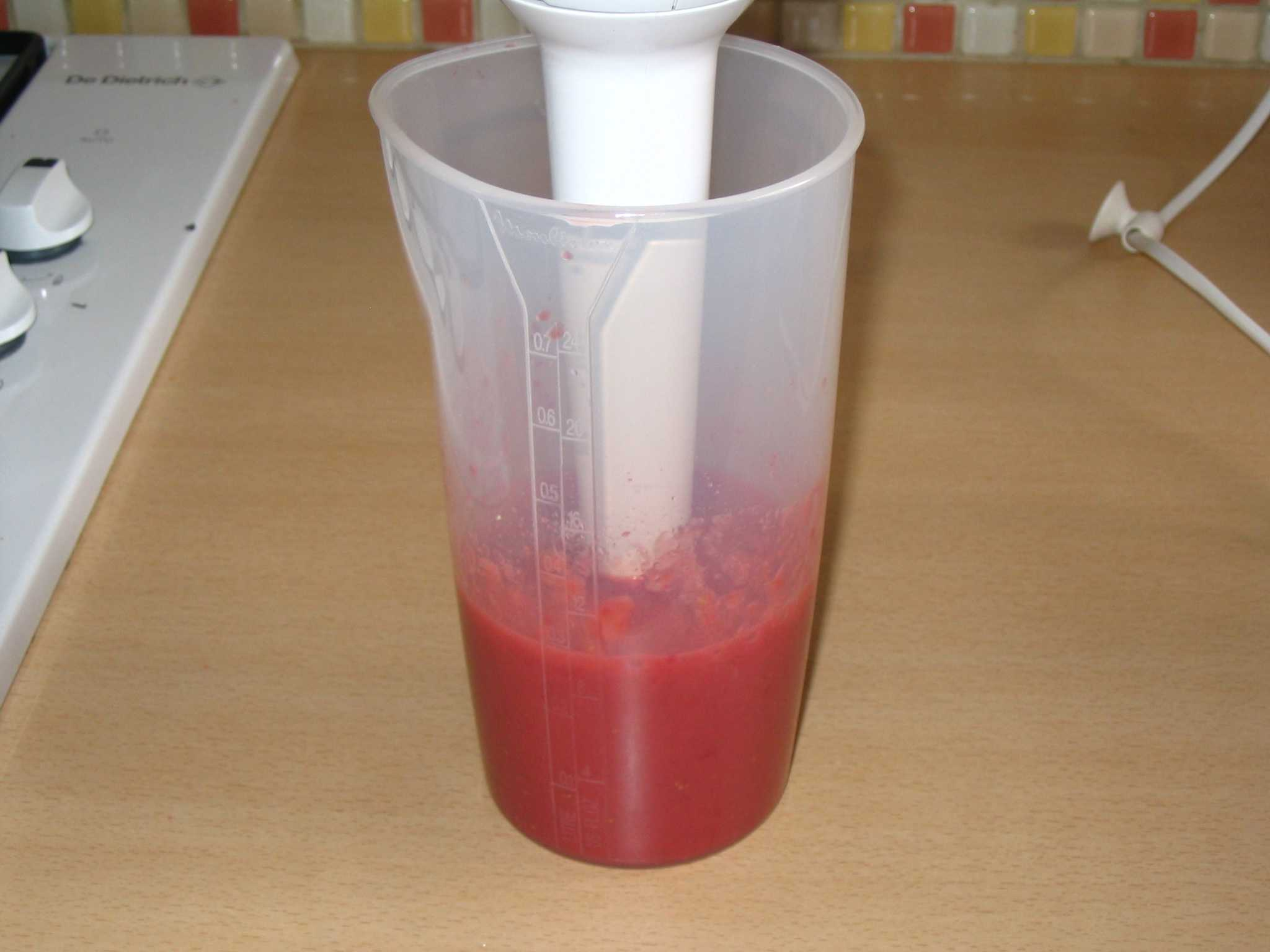
Bereiding van een coulis van aardbeien

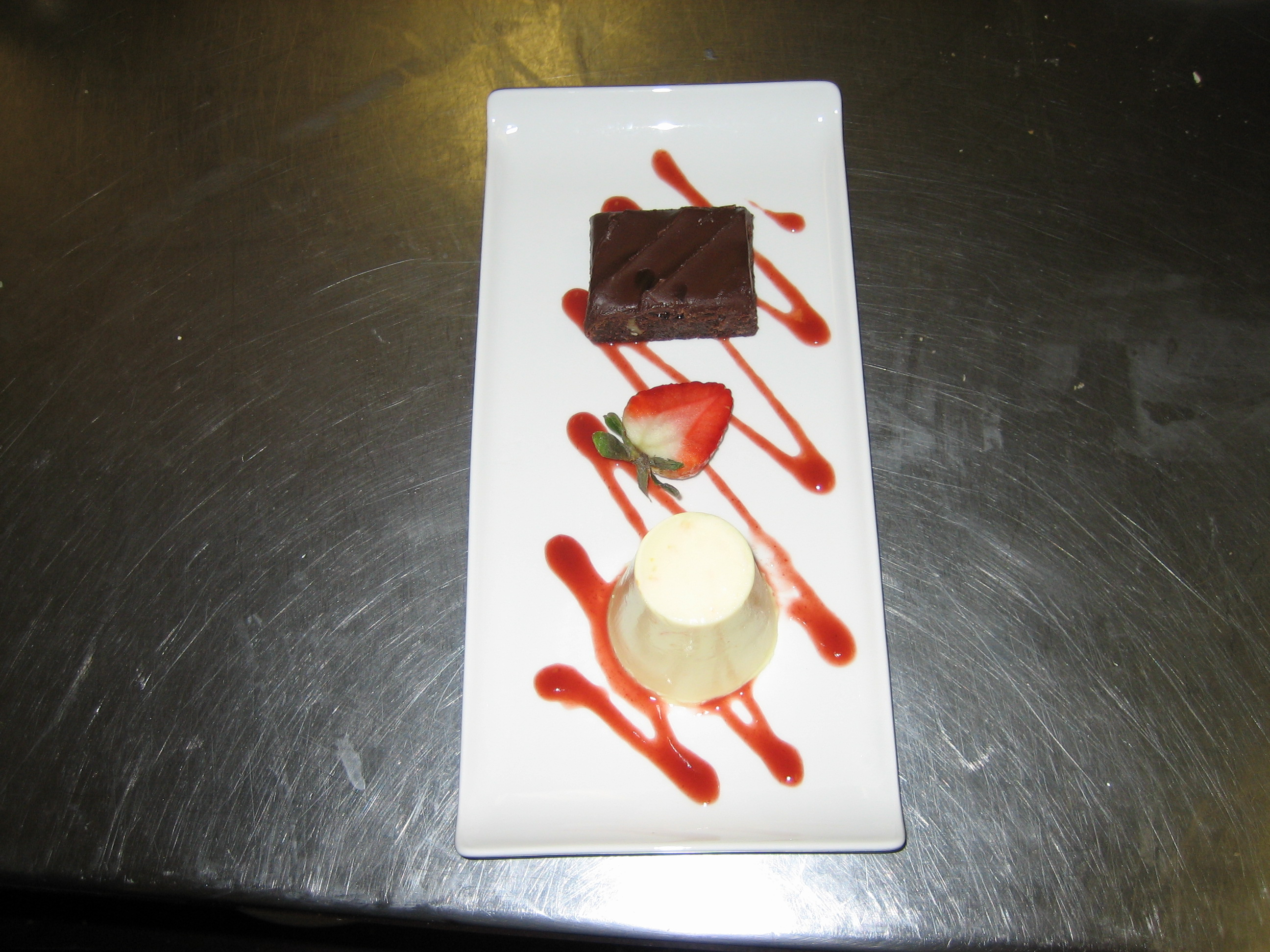
Panna cotta met aardbeiencoulis

Een coulis is een vrij dikke saus die gemaakt is van gepureerd voedsel. Deze kan bestaan uit vlees, vis, (gekookte of rauwe) groenten en fruit. Het bereiden van een coulis is zeer eenvoudig: men neemt het bestanddeel waarvan de coulis gewenst wordt en pureert dit in een keukenmachine, met een staafmixer of men draait het door een passe-vite of roerzeef. Vaak wordt een coulis niet of slechts zeer beperkt op smaak gebracht met andere ingrediënten.
Hartige coulis wordt vooral gebruikt over vlees of groenten. Een coulis kan ook dienen als basis voor een soep. In restaurants wordt een coulis niet alleen gebruikt om de smaak van een gerecht te veraangenamen, maar ook om het bord op te maken. Zo kan een paar druppels rodevruchtencoulis op een verder wit nagerecht zeer decoratief zijn, maar zal de gast er weinig van proeven omdat de hoeveelheid niet toereikend is. De combinatie van frambozencoulis met ijs (in Nederland) of gegaarde appels (Groot-Brittannië) wordt veel gebruikt. In Frankrijk serveert men flan met een coulis van rode vruchten en in Italië is de combinatie met panna cotta bekend.